# Jarosław Gugała
Jarosław Rafał Gugała (ur. 13 kwietnia 1959 w Młynarach) – polski dziennikarz i prezenter radiowy oraz telewizyjny, muzyk, nauczyciel akademicki i dyplomata, w latach 1999–2003 ambasador RP w Urugwaju.

## Życiorys
Urodził się jako syn nauczycieli. Z wykształcenia jest iberystą, absolwentem Uniwersytetu Warszawskiego. Odbył również studia doktoranckie z zakresu ekonomii w Szkole Głównej Handlowej. W latach 80. wyjeżdżał w celach zarobkowych do Włoch, gdzie pracował na farmie.
W 1983 założył z kolegami Zespół Reprezentacyjny, specjalizujący się w adaptacjach polskich piosenek i prezentacjach scenicznych utworów różnych obszarów kulturowych (Lluís Llach, Georges Brassens, piosenki sefardyjskie, brazylijskie). Nagrał z tą grupą płyty: Za nami noc… (pieśni Lluisa Llacha) (1985), Śmierć za idee – ballady Georgesa Brassensa (1986), Sefarad (1991), Pornograf (1993) i Kumple to grunt (2007).
W 1990 rozpoczął pracę w nowo powstałych Wiadomościach w TVP1, początkowo jako reporter, następnie także wydawca i prezenter. W 1992 objął najpierw funkcję dyrektora I programu TVP, a potem dyrektora Telewizyjnej Agencji Informacyjnej. Pozostał na tym stanowisku do 1995. W 1997 został prezenterem i wydawcą programu publicystycznego W centrum uwagi.
W 1999 został powołany na stanowisko ambasadora nadzwyczajnego i pełnomocnego w Urugwaju. Urząd ten sprawował do 2003. Przyczynił się do odebrania tytułu konsula honorowego w Urugwaju Janowi Kobylańskiemu. W 2005 został przedstawiony jako kandydat na ambasadora na Kubie. Ostatecznie nie objął funkcji ze względu na odmowę otrzymania agrément przez Kubę.
Po zakończeniu działalności w dyplomacji rozpoczął pracę w komercyjnej stacji telewizyjnej Polsat jako prezenter i wydawca programu Informacje. Od października 2004, kiedy Informacje zastąpiono Wydarzeniami, prezentował wydania popołudniowe oraz główne w weekendy. W październiku 2004 został jednym z prezenterów głównego wydania Wydarzeń w dni powszednie. We wrześniu 2007 zastąpił Tomasza Lisa na stanowisku redaktora naczelnego tego programu. Od 2008 związany też z Polsat News jako prowadzący m.in. magazyny Gość Wydarzeń i Wydarzenia Opinie Komentarze, a także program Prezydenci i Premierzy. W czerwcu 2010 był jednym z trzech prowadzących drugą debatę prezydencką między ówczesnymi kandydatami na ten urząd (Bronisławem Komorowskim a Jarosławem Kaczyńskim). Od lutego 2011 do sierpnia 2012 zajmował w strukturach grupy Polsat stanowisko dyrektora Pionu Informacji i Publicystyki. W 2018 zaczął pracować nad wieczornym pasmem w Polsat News.
Od 2005 do 2007 był również gospodarzem wtorkowych wydań Poranka Radia TOK FM. Od 2006 w TV4 prowadził autorski program publicystyczny IV władza. Zajął się także pisaniem felietonów w tygodniku „Newsweek Polska” oraz prowadzeniem wykładów na Uniwersytecie Warszawskim i w Wyższej Szkole Dziennikarskiej im. Melchiora Wańkowicza. W 2012 wydał książkę Doskonale, a nawet gorzej. Świat we mgle absurdu, będącą zbiorem jego felietonów prasowych.
Od 2021 był felietonistą internetowej rozgłośni Halo.Radio.

## Filmografia
- 1993: Tylko strach jako prezenter TV
- 1995: Gracze jako on sam
- 2005: Persona non grata jako pasażer
- 2008: Agentki
- 2012: Pierwsza miłość jako on sam
- 2016: Pakt jako dziennikarz[1]

## Odznaczenia
W 2014, za wybitne osiągnięcia w działalności na rzecz wolności słowa w Polsce, za wkład w rozwój wolnych mediów i niezależnego dziennikarstwa, odznaczony został Krzyżem Oficerskim Orderu Odrodzenia Polski.